# Alisa Weilerstein

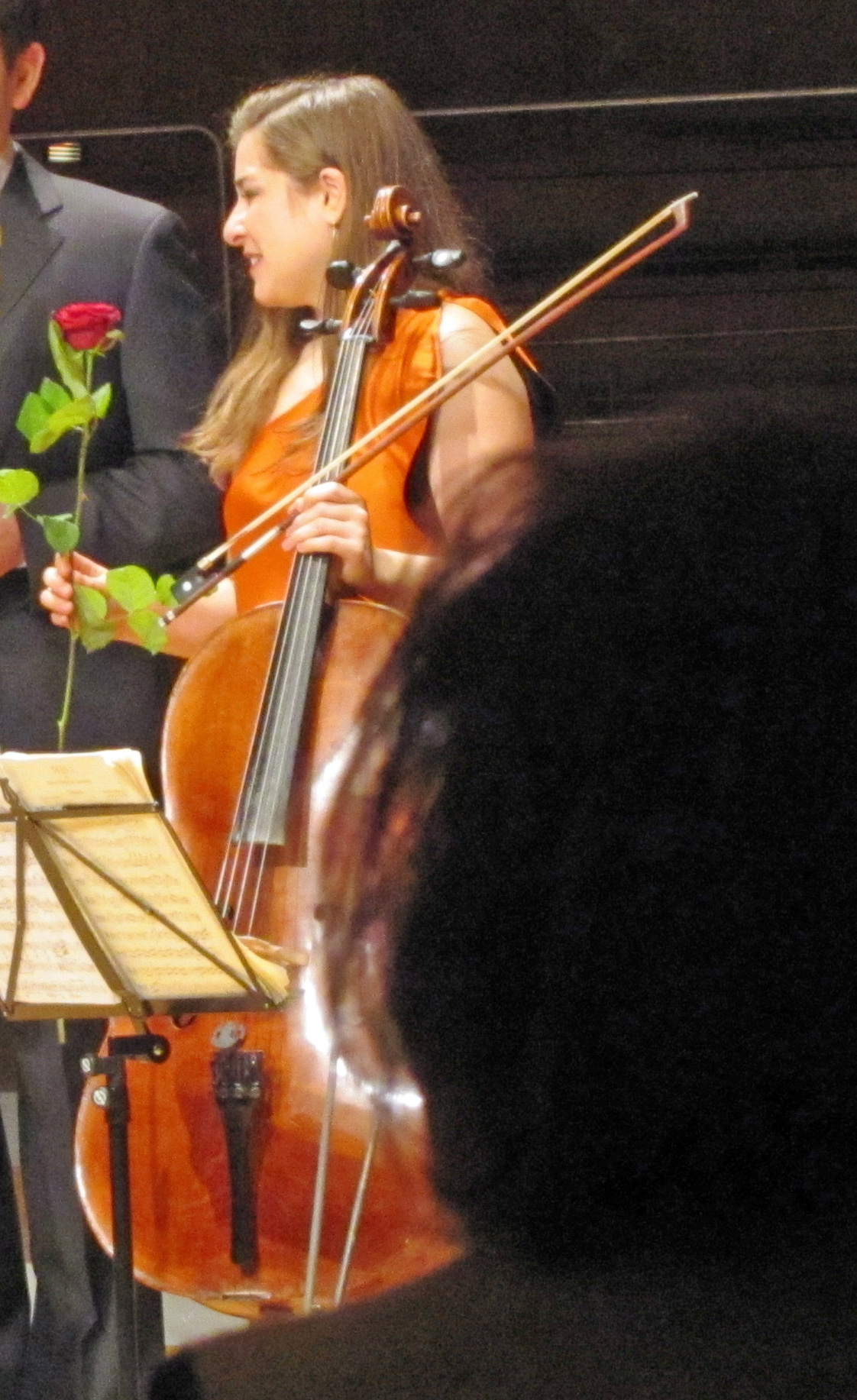
Alisa Weilerstein (2012)

Alisa Weilerstein (* 14. April 1982 in Rochester, New York) ist eine US-amerikanische Cellistin.

## Musikalische Laufbahn
Weilerstein begann im Alter von vier Jahren mit dem Cellospiel. Ihre Ausbildung erfolgte am Cleveland Institute of Music im Young Artist Program. Weilersteins öffentliches Debüt hatte sie im Alter von 13 Jahren mit dem Cleveland Orchestra und Tschaikowskis Variationen über ein Rokoko-Thema op. 33. Mit 15 trat sie zum ersten Mal in der Carnegie Hall in New York City auf. Seither hat Weilerstein mit mehreren großen Orchestern auf vier Kontinenten gespielt.
Mit ihren Eltern, dem Ersten Geiger des Cleveland Quartet Donald Weilerstein und der Pianistin Vivian Hornik Weilerstein tritt sie als Weilerstein Trio auf. Das Trio wohnte 2010 am New England Conservatory of Music in Boston. Ihr Bruder ist der 1987 geborene Geiger und Dirigent Joshua Weilerstein.
In Zusammenarbeit mit verschiedenen zeitgenössischen Komponisten spielte Weilerstein bei verschiedenen Premieren Cello. So anlässlich der Premiere von Osvaldo Golijovs Cellokonzert Azul und bei der Welt-Premiere von Lera Auerbachs 24 Preludes for Cello and Piano. Außerdem nahm sie am Schleswig-Holstein Musik Festival mit Auerbachs Transkription von Schostakowitschs op. 34 für Cello und Piano teil. Die Uraufführung von Joseph Hallmans Cellokonzert erfolgte zusammen mit der St. Petersburger Kammer-Philharmonie und Jeffery Meyer als Dirigent.
Im Oktober 2010 trat Weilerstein in der Alten Oper Frankfurt mit dem Konzert für Violoncello und Orchester in h-Moll op. 104 von Antonín Dvořák auf. Als Artist in Residence spielte sie in der Saison 2011–2012 im August 2011 im Kurhaus Wiesbaden mit dem hr-Sinfonieorchester unter Paavo Järvi beim Rheingau Musik Festival das Cellokonzert in C-Dur von Joseph Haydn.
Im September 2024 spielte sie mit den Berliner Philharmonikern die Sinfonia Concertante op. 125 von Sergej Prokofiew.

## Sonstiges
2004 schloss Weilerstein an der Columbia University in New York ihre Studien im Fachbereich Russland mit dem Grad BA ab.
Weilerstein spielt ein Violoncello des Londoner Instrumentenbauers William Forster aus dem Jahre 1790.
Alisa Weilerstein ist mit Rafael Payare verheiratet; sie leben in San Diego und Montréal.

## Auszeichnungen
- 2000: Luitpoldpreis des Festivals Kissinger Sommer[3]
- 2006: Leonard Bernstein Award
- 2011: MacArthur Fellowship
- 2014: Ehrendoktorat der Columbia University

## Diskografie
- Alisa Weilerstein und Vivian Hornik Weilerstein: Works for Cello and Piano, EMI 5 734898 2
- The Weilerstein Trio, with Donald Weilerstein, Alisa Weilerstein and Vivian Hornik Weilerstein: Dvořák Trios, Koch B000CC4W14
- Joseph Hallman: Cello Concerto (St. Petersburg): Alisa Weilerstein and the St. Petersburg Chamber Philharmonic, jahallmanmusic 8845020223742
- Alisa Weilerstein mit Daniel Barenboim und der Staatskapelle Berlin: Cellokonzerte von Edward Elgar und Elliott Carter, Kol Nidrei von Max Bruch, DECCA 0 28947 82735 1
- Alisa Weilerstein mit Inon Barnatan: Cellosonaten von Rachmaninow und Chopin, DECCA 0289 478 8416 3